# Es Castell
Es Castell este un municipiu în estul insulei Minorca, Insulele Baleare, Spania.
1. ↑  Nomenclátor Geográfico de Municipios y Entidades de Población (20240402 edition)